# Joachim Streich
Joachim Streich (Wismar, 13 de abril de 1951 – 16 de abril de 2022) foi um futebolista e treinador alemão.

## Carreira e morte
Considerado um dos melhores jogadores da história da extinta Alemanha Oriental, Streich defendeu durante sua vida apenas quatro equipes, sendo apenas duas como profissional. Iniciou no pequeno clube local, o Aufbau Wismar. Seis temporadas depois, passou a treinar no outro clube da cidade, o Anker Wismar. Nesse último, permaneceu durante as cinco próximas temporadas, quando se transferiu para o Hansa Rostock. Duas temporadas nas categorias de base, e conseguiu sua oportunidade na equipe principal.
Seis temporadas tendo grande sucesso na equipe principal do Hansa Rostock, acabou sendo contratado pelo Magdeburgo, grande equipe na época. Porém, acabou chegando numa época onde o Magdeburgo perdia força no cenário nacional, tendo durante suas dez temporadas na equipe, conquistado apenas três Copas da Alemanha Oriental.
Durante suas dezesseis temporadas na DDR-Oberliga, Streich marcou um recorde de 229 gols em 398 partidas. Este feito lhe rendeu quatro vezes a artilharia do campeonato. Ele também marcou dezessete gols em quarenta e duas partidas em competições europeias pelo Rostock (quatro partidas e nenhum tento) e Magdeburgo (trinta e oito partidas e dezessete gols). Em 1979 e 1983, ele venceu o prêmio de Jogador Alemão-Oriental do Ano.
Entre 1969 e 1984, Streich disputou noventa e oito partidas pela Seleção Alemã Oriental, marcando cinquenta e três vezes.[carece de fontes?] Durante muito tempo, foi considerado que Streich disputou cento e duas partidas, mas devido as novas regras da FIFA, não considerando mais partidas olímpicas, acabou ficando com noventa e oito oficialmente. Na página oficial da DFB, ainda consta que Streich disputou cento e duas partidas. Esteve presente na única Copa disputada pelo país, em 1974, onde marcou duas vezes em quatro partidas.
Após se aposentar, teve passagens como treinador pelo Hansa Rostock (duas vezes), Eintracht Braunschweig e Zwickau, mas não obtendo grande sucesso.
Joachim morreu no dia 16 de abril de 2022, aos 71 anos.

## Títulos
Magdeburg
- Copa da Alemanha Oriental: 1978, 1979, 1983

### Individuais
- Jogador Alemão-Oriental do Ano: 1979, 1983
- Artilheiro do Campeonato Alemão Oriental: 1977 (17 gols); 1979 (23 gols); 1981 (20 gols); 1983 (19 gols)